# Aswan - den store dæmning
Aswan - den store dæmning er en dokumentarfilm instrueret og med manuskript af Tue Ritzau.

## Handling
Dæmningen over Nilen ved Aswan i Egypten er et eksempel på, hvad et udviklingsprojekt kan betyde på godt og ondt. Formålet med dæmningen var at øge landbrugsproduktionen og skaffe elektricitet til industrien. Nok har man fået bedre vandingsforhold, men til gengæld bliver det frugtbare slam liggende bag dæmningen og gøder ikke markerne som før. Bag dæmningen er opstået en sø med gode muligheder for fiskeri, til gengæld er sardinfiskeriet i Middelhavet ud for Nilens munding gået kraftigt tilbage. For næsten alle egyptere gælder det, at deres daglige tilværelse på en eller anden måde påvirkes af den store dæmning.